# アッシュル・ナディン・アプリ

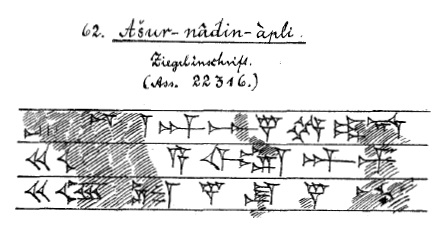
アッシュール・ナディン・アプリ

アッシュル・ナディン・アプリ（Ashur nadin apli、在位:紀元前1200年頃？）は、中アッシリア王国時代のアッシリアの王である。名前の意味は「アッシュル神が息子を与えて下さった」である。
トゥクルティ・ニヌルタ1世の息子として生まれた。父王が暗殺されたために後継者として後を継いだが、その経緯や治世については殆ど何も分かっていない。彼の治世からティグラト・ピレセル1世即位までのおよそ1世紀の間アッシリアの拡大は停滞することになる。3年間の治世の末、甥のアッシュル・ニラリ3世がアッシリア王位を継いだ。